# Speakeasy

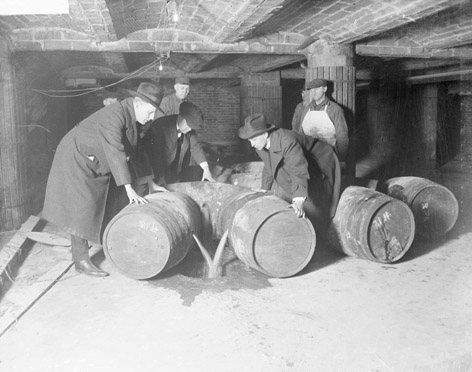
Agenten gieten vaten met wijn leeg tijdens de drooglegging (Chicago).

Speakeasy is een Engelse aanduiding voor een gelegenheid waar illegaal alcoholische drank werd verkocht. Dit soort gelegenheden ontstonden tijdens de drooglegging in de Verenigde Staten van 1920 tot 1933, toen de verkoop en productie van alcohol veelal verboden was. De speakeasy's werden van alcohol voorzien door een illegaal circuit van bootleggers (dranksmokkelaars) en hadden daardoor vaak banden met de georganiseerde misdaad. Een bekende bar die ontstaan is tijdens de drooglegging en dienstdeed als speakeasy is 21 Club in New York.

## Cocktailbars
De term speakeasy wordt vanaf 1993 gebruikt als aanduiding voor mysterieuze horecagelegenheden en vaak specifiek cocktailbars over de hele wereld. Aan de buitenkant van deze gelegenheden is het niet zichtbaar dat deze hier zijn gevestigd. In vele grote steden zijn horecagelegenheden gevestigd met een speakeasy-concept. Zo zitten er bijvoorbeeld cocktailbars verscholen achter een openbaar toilet in Londen, een kapsalon in Barcelona, een telefooncel in New York, een avondwinkel in Canggu en een pizzeria in Parijs. Het bestaan van de bars is in verschillende mate geheim. De entree is altijd verscholen en het binnentreden verloopt mysterieus.